# Love, Love, Love
Love, Love, Love è un singolo del cantautore britannico James Blunt, pubblicato il 7 novembre 2008 come primo estratto dalla ristampa del secondo album in studio All the Lost Souls.

## Descrizione
Scritto da James Blunt ed Eg White, che lo ha anche prodotto insieme a Tom Rothrock, è l'unica canzone della versione Deluxe dell'album a essere pubblicata come singolo. È stato pubblicato il 7 novembre 2008, mentre la versione fisica è uscita tre giorni dopo. 

## Video musicale
Il video musicale di Love, Love, Love, filmato il 9 ottobre 2008 e diretto da Kinga Burza, mostra Blunt interpretare il brano, suonando la chitarra, circondato da performers dal look anni settanta.
Il video è stato reso disponibile sull'iTunes Store britannico il 30 ottobre 2008 e il 4 novembre successivo sul canale YouTube di Blunt.

## Tracce
CD single
1. Love, Love, Love – 3:46
2. I'll Take Everything (Demo Version) – 3:14
3. 1973 (Live al MAX Sessions, Sydney) – 5:37

## Classifiche
| Classifica (2008) | Posizione massima |
| ----------------- | ----------------- |
| Regno Unito       | 121               |
| Russia            | 106               |
| Svizzera          | 59                |